# Лопес Киньонес, Родриго
Родриго Лопес Киньонес (исп. Rodrigo López Quiñones; род. 12 ноября 2001, Мехико) — мексиканский футболист, полузащитник клуба УНАМ Пумас и сборной Мексики.

## Клубная карьера
Лопес — воспитанник клуба «Керетаро». 5 июля 2022 года в матче против «Пачуки» он дебютировал в мексиканской Примере. 23 января 2023 года в поединке против «Атласа» Родриго забил свой первый гол за «Керетаро». Летом 2023 года Лопес перешёл в УНАМ Пумас. 3 сентября в матче против «Сантос Лагуна» он дебютировал за новую команду. 10 марта 2024 года в поединке против «Тихуаны» Родриго забил свой первый гол за УНАМ Пумас. 

## Международная карьера
17 декабря 2023 года в товарищеском матче против сборной Колумбии Лопес дебютировал за сборную Мексики.